# Расширенный фенотип
«Расширенный фенотип» (англ. The Extended Phenotype. 1982, 1989, 1999) — книга английского этолога, биолога и популяризатора науки Ричарда Докинза, профессора Оксфордского университета (до 2008 года).
«Расширенный фенотип» развивает идеи предыдущей книги автора — «Эгоистичного гена», в которой эволюция и естественный отбор рассматриваются с точки зрения конкуренции генов.
Книга ориентирована, главным образом, на профессиональных учёных-биологов, и изобилует специальной терминологией, однако живой и доходчивый стиль Докинза делает книгу вполне читаемой и непрофессионалами. Специально для непрофессионалов в книге имеется глоссарий, где частично разъясняются эти термины.
Основная идея книги состоит в демонстрации способности генов, в лице их фенотипических проявлений, выходить за рамки организма — носителя. Например, гены вируса гриппа манипулируют поведением человека — совершенно другого организма, вызывая его чихание и распространение вируса; гены бобра, побуждающие его строить плотины, оказывают эффект на окружающие ландшафты площадью до нескольких квадратных километров; в принципе, дальним влиянием генов можно считать и межпланетные космические корабли, уже покинувшие пределы солнечной системы.
Книга интересна также как обзор современного (на момент написания) положения дел в эволюционной биологии. Важным также является её философский аспект, справедливо отмеченный в послесловии профессионального философа Дэниела Денетта к последнему изданию.

## Критика
Сам автор отзывался о книге так: «… моя собственная книга „Расширенный фенотип“ <…> она всецело владела мной все эти годы, потому что — хотите верьте, хотите нет — это, вероятно, лучшее из того, что я написал и напишу». (Ричард Докинз, «Эгоистичный ген», Предисловие ко второму изданию)
Российский биолог А. В. Марков даёт следующую оценку идеям Докинза, отражённым в книгах «Эгоистичный ген» и «Расширенный фенотип»:
Это геноцентрический подход к эволюции, который так и не успел прижиться среди российских биологов, хотя на западе получил широкое распространение, и большинство эволюционистов работают на основе этой модели. <…> Эта очень любопытная и полезная модель для понимания множества биологических явлений, которые в рамках традиционных представлений, ориентированных на групповой отбор, понять трудно. А с этой позиции их понять проще. Но идеи Докинза и его учителей встречают резкое отторжение, особенно у некоторых российских биологов, в силу своего кажущегося редукционизма, и многие просто не могут понять, как можно все свести к генам. Им кажется, что мы расщепляем все живое на слишком мелкие части и уничтожаем их целостную сущность. Это, по-моему, иллюзия, потому что мы ничего не уничтожаем: поняв, как работает эволюция на уровне генов, мы снова переходим на уровень целостного организма и видим, что и тут многое теперь стало понятнее.
В предисловии к русскому изданию книги «Расширенный фенотип» Марков пишет:
Хочется верить, что эта книга найдет путь к разуму и сердцу тех биологов, которые по сей день почитают хорошим тоном обвинять Докинза в смертных грехах «генетического детерминизма» и «редукционизма», противопоставляя их «холизму» и системному мышлению. Наклеивание подобных ярлыков — верный признак того, что критик не читал «Расширенного фенотипа». Что ж, это дело поправимое. Важно только не забывать, что в словосочетании «системное мышление» главное слово — второе, а не первое.